# Carlos II de Elbeuf
Carlos II de Guise-Lorena (Paris, 5 de Novembro de 1596 — Paris, 5 de Novembro de 1657) foi um nobre francês e Duque de Elbeuf.

## Biografia
Chega à corte francesa em 1607, e torna-se amigo do futuro Luís XIII, na altura com seis anos de idade, foi criado camareiro-mor. Fiel aliado de Luís XIII em seus conflitos com a rainha-mãe Maria de Médici, com o Cardeal Richelieu e com os huguenotes. Ele foi nomeado governador da Normandia e participou do Cerco de La Rochelle, onde foi ferido em Saint-Jean-d'Angély. Também foi nomeado governador da Picardia, ele morreu em Paris.

## Família
Em 1619, casou-se com Catarina Henriqueta de Bourbon, filha bastarda de Henrique IV de França e de sua amante Gabrielle d'Estrées. Tiveram seis filhos:
- Carlos III (1620-1692), Duque de Elbeuf.
- Henrique (1622-1692), abade de Homblières.
- Francisco Maria (1624-1694), príncipe de Lillebonne.
- Catarina (1626-1645), freira em Port-Royal.
- Francisco Luís (1627-1694), Conde de Harcourt.
- Maria Margarida (1629-1679), Mademoiselle d'Elbeuf